# Вилађо Љи Абети (Верчели)
Вилађо Љи Абети је насеље у Италији у округу Верчели, региону Пијемонт.
Према процени из 2011. у насељу је живело 58 становника. Насеље се налази на надморској висини од 285 м.